# Yngve Hallén
Yngve Hallén (Bergen, 14 marzo 1968) è un dirigente sportivo norvegese, presidente della Norges Fotballforbund (NFF).

## Biografia
Nato a Bergen, è cresciuto però ad Alversund. In seguito, si è trasferito a Sogndal per diventare un insegnante, ma non ha mai intrapreso questa carriera ed è diventato un giornalista, oltre che impiegato dell'università locale. Impegnato politicamente con i socialdemocratici, è diventato poi dirigente del Sogndal, formazione calcistica locale. A marzo 2010, è stato eletto come presidente della federazione calcistica norvegese, la Norges Fotballforbund (NFF). Il 16 settembre 2013, ha comunicato al comitato della federazione la disponibilità di rimanere in carica per altri due anni. Il 28 novembre 2015, ha reso noto che non si sarebbe candidato ulteriormente in questo ruolo, terminando così il mandato nella primavera successiva.